# Шахта «Вуглегірська»
ДП Шахта «Вуглегірська». Входить до ВО «Орджонікідзевугілля». Розташована у місті Вуглегірськ, Єнакієвської міськради, Донецької області.
Стала до ладу в 1956 р з виробничою потужністю 460 тис.т вугілля на рік. Фактичний видобуток 831/482/520 т/добу (1990/1999/2002). У 2003 р. видобуто 55 тис.т вугілля.
Максимальна глибина 633 м (1990—1999). У 1990/1999/2002 р. розроблялися пласти (у 2002 — 5 пластів) сер. потужністю 1,05/1,05 м, кути падіння 60-65о.
Шахта небезпечна за раптовими викидами вугілля і газу. Пласт і15 загрозливий за раптовими викидами.
Кількість працюючих: 2574/1401 ос., в тому числі підземних 1982/1234 ос. (1990/1999).
Адреса: 86481, м.Вуглегірськ, Донецької обл.